# 邁丹-拉本
50°18′16″N 27°22′57″E / 50.30444°N 27.38250°E
邁丹-拉本（烏克蘭語：Майдан-Лабунь），是烏克蘭的村落，位於該國西部赫梅利尼茨基州，由舍佩蒂夫卡區負責管轄，面積1.11平方公里，海拔高度264米，2001年人口226，人口密度每平方公里2,036人。